# Belle (singel)
Belle – singiel pochodzący z musicalu Notre-Dame de Paris, zaśpiewany przez Garou, Daniela Lavoie i Patricka Fiori. W angielskiej wersji utworu Patricka zastąpił Steve Balsamo. Piosenkę napisał Luc Plamondon, a skomponował Richard Cocciante. Największe sukcesy utwór osiągnął we Francji. Przez 60 tygodni przebywał na liście top 50, najlepiej sprzedających się singli we Francji. Przez radio RTL utwór został wybrany najpiękniejszą piosenką 50-lecia. Na belgijskiej liście bestsellerów przebywał przez 44 tygodnie i osiągnął jeden z największych sukcesów fonograficznych w tym kraju. W 1999 r. piosenka otrzymała nagrodę Victoire de la musique.

## Certyfikaty i sprzedaż
| Kraj       | Certyfikat | Sprzedaż | Najwyższa pozycja |
| ---------- | ---------- | -------- | ----------------- |
| Kanada     | –          | –        | –                 |
| Francja    | Diamentowa | 750.000  | 1                 |
| Belgia     |            |          | 1                 |
| Szwajcaria |            |          | –                 |